# Tempeh

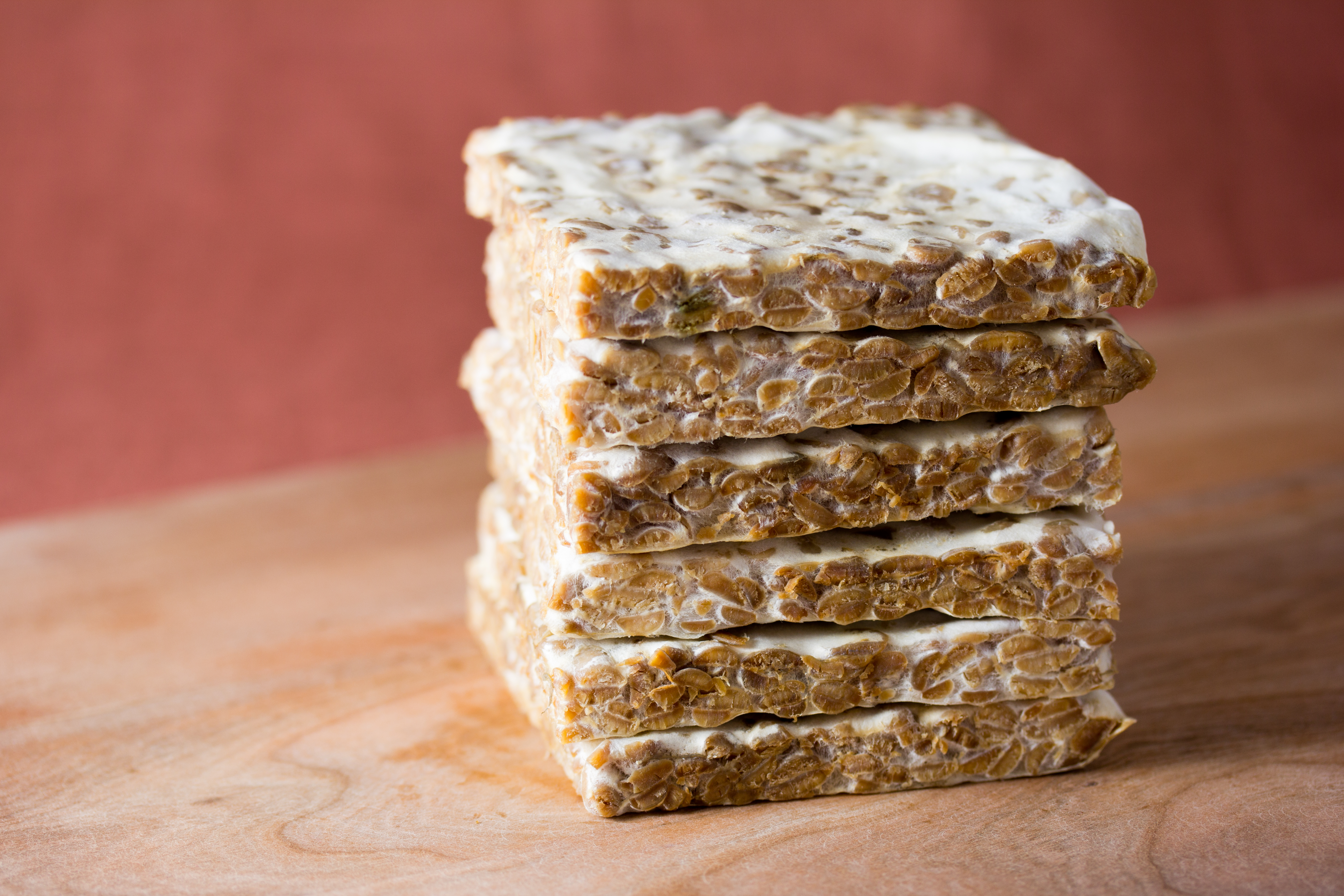
Tempeh

Tempeh ist ein traditionelles Fermentationsprodukt aus Indonesien, das durch die Beimpfung gekochter Sojabohnen mit verschiedenen Rhizopus-Arten, also mit Hilfe niederer Schimmelpilze aus der Abteilung der Jochpilze und der Klasse der Zygomyceten entsteht.
Verwendung finden dabei Rhizopus stolonifer (Brotschimmelpilz), Rh. oryzae, Rh. oligosporus oder Rh. arrhizus. Üblich ist vor allem die Verwendung von Rh. oligosporus. Tempeh gelangte durch die niederländische Kolonialmacht nach Europa.

## Herstellung
Benötigt werden

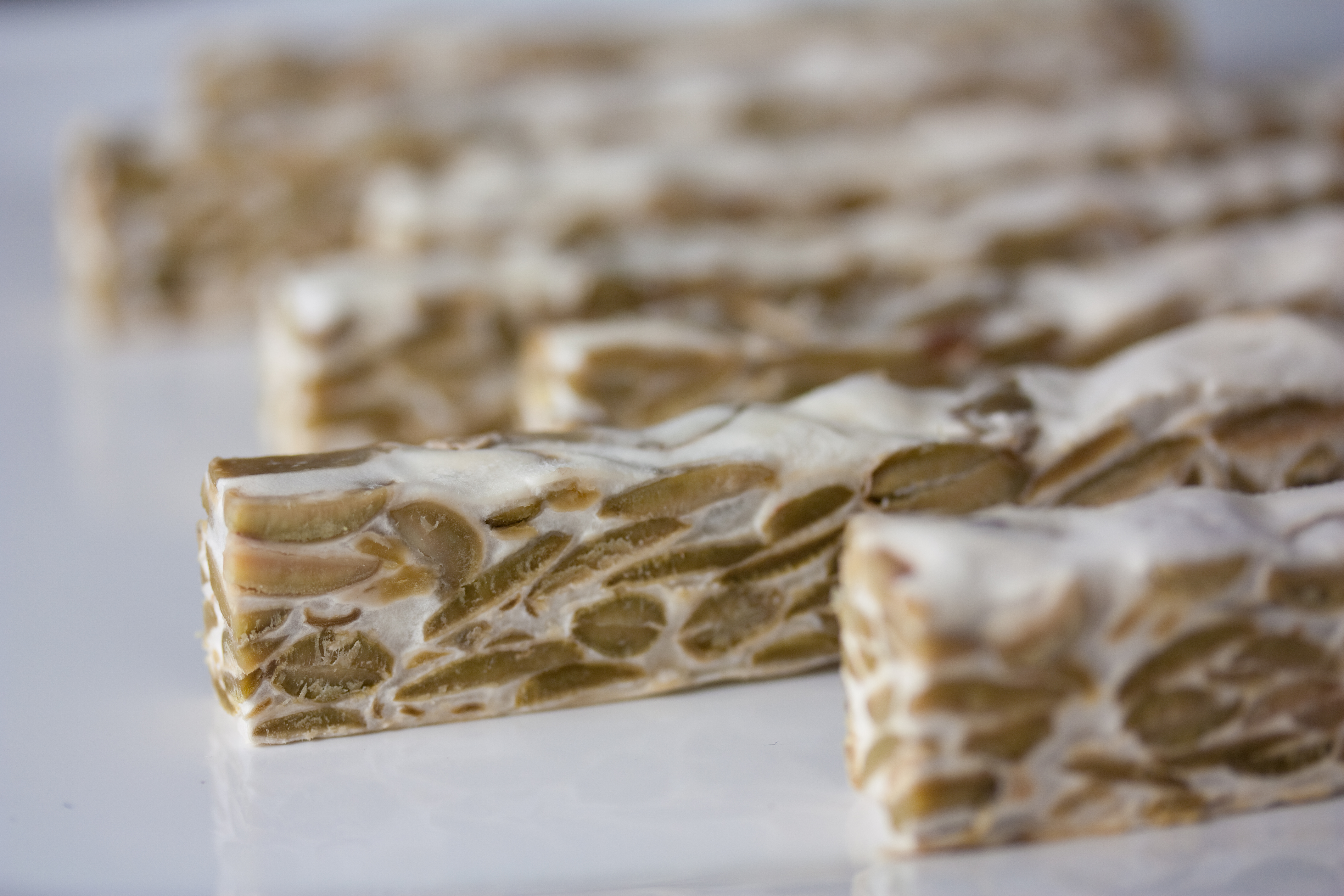
Rohes, geschnittenes Tempeh

- getrocknete Sojabohnen bzw. andere getrocknete Speisebohnen.
- Reinkulturen von Rh. oligosporus bzw. Rh. oryzae.

Nach gründlichem Waschen zur Entfernung der äußeren Schmutzteile werden die Sojabohnen 24 Stunden in kaltem Wasser bei Zimmertemperatur eingeweicht. Nach 5- bis 10-minütigem Kochen wird das Kochwasser abgegossen und die Bohnen nochmals 24 Stunden in kaltem Wasser eingeweicht. Anschließend werden die Schalen entfernt. Nun erfolgt ein 30-minütiges Sterilisieren im Dampfkochtopf. Andere Speisebohnen werden nur 12 Stunden vorgequollen.
Zum Beimpfen werden Sporen einer Rhizopus-Kultur in abgekochtem Wasser aufgeschwemmt und mit den Bohnen gut gemischt. Die beimpften Sojabohnen werden fest in dichtschließende Behälter gegeben und bei 30 °C zirka zwei Tage lang bebrütet. Als Reaktionsgefäß werden in neuerer Zeit Plastiksäcke verwendet. In modernen Feststoff-Bioreaktoren können hingegen die Reaktionsbedingungen besser kontrolliert und begleitende ungewünschte krankheitserregende Kulturen unterdrückt werden.

## Verwendung
Rohes Tempeh ist aufgrund des hohen Wassergehaltes leicht verderblich, lässt sich aber gut einfrieren. Üblicherweise wird es in würziger Soße oder Salzwasser mariniert und in heißem Öl gebacken oder frittiert. Tempeh hat einen milden, nussigen und pilzartigen Geschmack, der mit praktisch jeder Würze harmoniert; die Struktur sorgt für einen festen, aber zarten Biss und ermöglicht dem zubereiteten Produkt, Gewürze gut aufzunehmen. In den ländlichen Gebieten Indonesiens steht der Bevölkerung mit Tempeh eine wertvolle und preiswerte Proteinquelle zur Verfügung; in Städten bieten Garküchen frittiertes Tempeh in einer Vielzahl von Variationen als leichten, aber sättigenden Snack an.
In Indonesien gehören Tempeh, Tofu und Oncom (Ontjom) in bestimmten Gebieten zu den Grundnahrungsmitteln.

## Nährwert
Tempeh ist ernährungsphysiologisch sehr wertvoll, da der Pilz die Proteine der Bohne aufschließt und Oligosaccharide verringert, die Blähungen verursachen. Es ist durch einen hohen Gehalt an Proteinen und Ballaststoffen gekennzeichnet. 100 g Tempeh enthalten je nach Hersteller 0,1 bis 12 g Kohlenhydrate, 19,0 bis 20,2 g Proteine und 5 bis 12,1 g Fett. Der Brennwert liegt pro 100 g bei 637 bis 802 kJ (152 bis 190 kcal), der Ballaststoffgehalt bei ungefähr 6,5 g pro 100 g.

## Gesundheitliche Aspekte

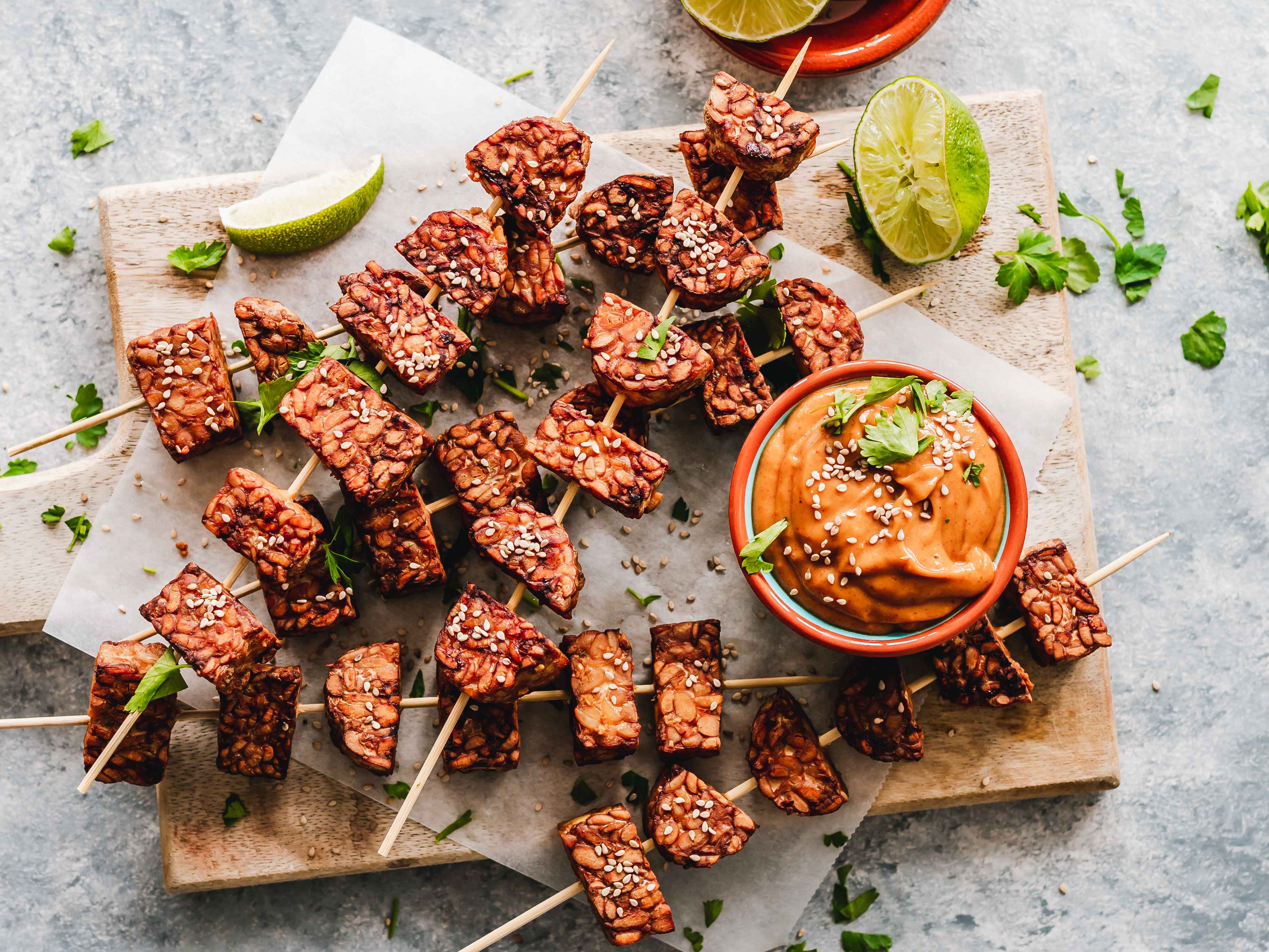
Tempeh-Spieße mit Erdnuss-Dip

Rhizopus oligosporus produziert ein natürliches Antibiotikum, das grampositive Bakterien wie Staphylococcus aureus (potentiell gefährlich) und Bacillus subtilis (ungefährlich, nutzbringend) an ihrer Ausbreitung hindert.
Weitere positive Effekte sind die Reduzierung der Lipidoxidation und die Senkung von Bluthochdruck.
Tempeh enthält Ergosterin (Provitamin D2).